# 安努
安努（羅馬化：da-nu），或稱安（羅馬化：an），是美索不達米亞神話中的天神。他通常被視為諸神之中最古老的一代神，常常與王權相聯繫，與恩利爾、恩基同為三大神之一。安努的象征物是有角的王冠，象征動物為公牛，早期最重要的崇拜中心是烏魯克。

## 名字
安努/安的名字寫作𒀭/an，源於蘇美爾語中的𒀭(an，“天空”)。其阿卡德語名字的音節寫法為𒀭𒀀𒉡/da-nu或𒀭𒀀𒉏/da-num(後者當為該詞在阿卡德語中的陽性單數形式)。在後世的部分文獻中，他名字的秘密書寫形式為數字60(𒀭𒐑)。
後期被賦予安努的稱號還包括(新亞述時期)：
- 諸神之父(阿卡德語：AD DINGIR.MEŠ/ab ilāni)
- 強有力者(阿卡德語：geš-ru/gešru)
- 首位者(阿卡德語：reš-tu-u/rēštû)
- 其言語無神可以違抗(阿卡德語：ša a-mat qí-bi-ti-šú la uš-ta-pé-lu DINGIR a-a-um-ma/ša amāt qibītišu la uštapellu ilu ayyumma)

## 神話形象
在蘇美爾時代的早期，安努是兩河流域的最高神，被視為“權威的象征”、“決策者”、“眾神的祖先”：在天堂，他被視為決定諸神地位與職能的神、諸神之父，言語威能巨大、無可更改的神；在大地上，則被視為授予王權的神。相比其他神，安努更趨向于遠離人的形象。
安努通常被視為創造者，獨自一人、或與另外兩位大神合力創造世界。神話亦記載了其降下災難懲罰人類的故事。
在後期神話中，安努授予王權的職能逐漸與其他神混同，例如恩利爾以及巴比倫時代的最高神馬爾杜克，而他本身逐漸變為名義上的最高神：保留著作為最高神的地位，而當其他神行使最高神的權力時，就說他獲得了“安努的權威”(阿卡德語：da-nu-ú-tu/anûtu)。

## 神話譜系
早期的蘇美爾文獻并未記載阿努的出生，他可能被視為自生的原始神。在公元前第一千紀的巴比倫時代，他被視為另兩位神，安沙爾和基沙爾之子，屬於第四代神。
在公元前第三千紀的蘇美爾時代，安努的妻子被視為女神烏拉斯(蘇美爾語：duraš，“大地；彎曲的犁溝”)，而後期文獻中則將另一個女神祺 (女神)(蘇美爾語：dki，“大地”)視為他的妻子。在阿卡德文獻中，安努的妻子被稱為安圖(阿卡德語：an-tu4/antu，安努的陰性形式)，該名字曾與很多女神等價。
安努最知名的稱呼為“諸神之父”，早在公元前第三千紀的拉伽什銘文中，人們就將拉伽什城的神伽圖姆杜格、寧吉爾蘇和巴巴視為他的子女。
在後期的各地神話中，曾被視為安努之子的神包括：
- 南那·欣(阿卡德語：dad-da-a/adad)：降雨與雷電之神
- 恩利勒(蘇美爾語：den-líl)：稍後期的神王
- 恩基(蘇美爾語：den-ki)：智慧與水之神
- 格爾拉(蘇美爾語：dgíra)：光明與火之神
- 南那·欣(蘇美爾語：dnanna，阿卡德語：dsuen)：月神
- 内爾伽勒(蘇美爾語：dnergal):冥神
- 薩拉：(蘇美爾語：dšara)

在後期的各地神話中，曾被視為安努之女的神包括：
- 伊南娜/伊絲塔
- 娜娜雅
- 尼達巴
- 寧提努伽
- 寧松
- 侖伽勒
- 努斯庫

此外。他亦是惡魔拉瑪什圖、阿薩格以及七神的創造者：在阿卡德神話《埃拉與伊舒姆》中，安努將七神指派為埃拉的武器，去殺戮因噪音而使他不得安寧的人類。

## 崇拜中心
在歷史上，安努的神廟遍佈整個兩河流域。

### 烏魯克
烏魯克為安努最早的崇拜中心，在這裡對他最早的崇拜可以追溯到公元前第四~三千紀，在這裡，他與女神伊南娜共有天之神廟(蘇美爾語：é-an-na/e-ana)，該神廟最早修建於晚烏魯克時代(約公元前3400~約前3100)。而到了阿契美尼德時代(約公元前550~前330)與塞琉古時代(公元前316~前63年)，安努與其妻子安圖在新的神廟中得到崇拜。

### 德爾
蘇美爾-阿卡德時代安努的另一個崇拜中心為德爾，該城邦與烏魯克共同被稱為“安努的城市”。

### 其他城邦
在拉格什，安努的神廟由著名的統治者古地亞(約公元前2144~約前2124，拉格什第二王朝)修建。
在烏爾，安努的神廟由乌尔那木(約公元前2112~約前2195，烏爾第三王朝)修建。
在巴比倫，屬於安努的神座位於最主要的神廟薩吉爾(阿卡德語：é-sag-íl或é-sag-gíl/e-sagil)內。
在亞述，安努與阿達德的復合神廟美蘭安那(阿卡德語：é-me-lám-an-na/e-melamanna)修建于中亞述時代(約公元前1350~約前1050)，隨後得到歷代統治者的擴建。
此外，安努亦在尼普爾、西帕爾、基什等城邦受到崇拜。

## 崇拜時間
安努作為一個獨立的神出現的時代并不明朗，對於安努的早期崇拜或可由楔形文字AN來追溯。

### 蘇美爾時代
在早王朝時期(約公元前2900~約前2350)出現了對安努的明確記載：在公元前第三千紀中葉的法拉神名表中，安努名列神表的第一位。此外，約公元前27世紀的烏爾王美斯安涅帕達的名字(蘇美爾語：mèš-an-né-pàd-da)可以解釋為“年輕人，被安所選中的”。隨後的數個世紀，對安努的崇拜在烏魯克、尼普爾等地持續進行，安努的名字亦進入了諸王的稱號之中：早王朝時代晚期的盧加爾扎克西(約公元前2375~約前2350，烏魯克第三王朝)與薩爾貢(約公元前2334~約前2279，阿卡德帝國)均自稱為安努的最高祭祀。

### 巴比倫時代
自公元前第二千紀開始，安努的名字在文學類文獻、銘文、人名中頻繁出現，但雕像中並沒有對安努形象的絲毫刻畫。在古巴比倫時代(約公元前2000~約前1595)，數首獻給安的蘇美爾語贊詩、祈禱詩保留了下來。
以此同時，安努的名字開始出現在亞述地區。亞述王沙姆希阿達德一世宣稱恩利勒與安努賜予他王權。隨後的時代裡，雖然亞述地區的主神是阿淑爾，但為宣揚自己統治的合法性，亞述諸王有時仍會宣揚安努的名字。

### 後期時代
在更往後的時期中，安努的崇拜逐漸完全被其他神所替代，但出土文獻顯示，至少在烏魯克地區，對安努的崇拜持續到公元前5世紀的塞琉古時代。此後，可能是源於烏魯克城的逐漸廢棄，對安努的信仰亦逐漸消失。

### 引用
1. ↑  Rogers 1998，第12頁.
2. ↑  Burkert 2005，第295頁.
3. ↑  Talbot 1980，第[页码请求]頁.
4. 1 2  Jordan 1993，第22頁.
5. 1 2  Burkert 2005，第295, 299–300頁.
6. ↑  鲁刚 (编). . . 辽宁人民出版社: 200-201. 1989.
7. 1 2 3 4 5  美索不達米亞神祇: 安/安努 http://oracc.museum.upenn.edu/amgg/listofdeities/an/ （页面存档备份，存于）
8. ↑  http://oracc.museum.upenn.edu/rinap/rinap3/ga%C5%A1ru （页面存档备份，存于）[very%20strong]AJ/html
9. ↑  吉爾迦美什、恩奇都與冥府 http://etcsl.orinst.ox.ac.uk/cgi-bin/etcsl.cgi?text=t.1.8.1.4# （页面存档备份，存于）
10. ↑  吉爾迦美什與天之公牛 http://etcsl.orinst.ox.ac.uk/cgi-bin/etcsl.cgi?text=t.1.8.1.2# （页面存档备份，存于）
11. ↑  《吉爾迦美什史詩》，第六塊泥板92行，阿卡德語，公元前第一千紀
12. 1 2  《埃拉與伊舒姆》，第一塊泥板38行，阿卡德語
13. ↑  《巴比倫創世敘事詩》，第4塊泥板4~6行，阿卡德語
14. ↑  《巴比倫創世敘事詩》，第1塊泥板11~14行，阿卡德語
15. ↑  《瑞姆-辛給安的祈禱》，蘇美爾語 http://etcsl.orinst.ox.ac.uk/cgi-bin/etcsl.cgi?text=t.2.6.9.3# （页面存档备份，存于）
16. ↑  《舒-辛給安的贊詩》，蘇美爾語 http://etcsl.orinst.ox.ac.uk/cgi-bin/etcsl.cgi?text=t.2.4.4.5# （页面存档备份，存于）
17. ↑  《利普特-恩施塔爾給安的贊詩》，蘇美爾語 http://etcsl.orinst.ox.ac.uk/cgi-bin/etcsl.cgi?text=t.2.5.5.3# （页面存档备份，存于）
18. ↑  《烏爾-寧努爾塔給安的贊詩》，蘇美爾語 http://etcsl.orinst.ox.ac.uk/cgi-bin/etcsl.cgi?text=t.2.5.6.5# （页面存档备份，存于）

### 书目
- Rogers, John H., , Journal of the British Astronomical Association (London, England: The British Astronomical Association), 1998, 108 (1): 9–28, Bibcode:1998JBAA..108....9R
- Burkert, Walter, , Foley, John Miles  (编), , New York City, New York and London, England: Blackwell Publishing, 2005  [2021-11-20], ISBN 978-1-4051-0524-8, （原始内容存档于2020-12-08）
- Talbott, David N., , Garden City, New York, USA: Knopf Doubleday & Company, Inc., 1980, ISBN 0-385-11376-5
- Jordan, Michael, , New York: Facts on File, Inc., 1993, ISBN 978-0-8160-2909-9